# Schistura machensis
Schistura machensis är en fiskart som först beskrevs av Mirza och Nalbant, 1970.  Schistura machensis ingår i släktet Schistura och familjen grönlingsfiskar. Inga underarter finns listade i Catalogue of Life.